# عصير ليمون
عصير الليمون  وهو ما ينتج من عصير عند عصر الليمون، و يعد عصير الليمون أغنى الثمار بفيتامينات (ب-ج). وعصير الليمون شائع الاستخدام في الطبخ، بالإضافة إلى أن الليمون يستخدم لإضافة النكهة إلى بعض المشروبات مثل مشروب الليمون (الليمونادة) أو بعض المشروبات الغازية.